# Austrosynapha bejaranoi
Austrosynapha bejaranoi är en tvåvingeart som beskrevs av Duret 1973. Austrosynapha bejaranoi ingår i släktet Austrosynapha och familjen svampmyggor. Inga underarter finns listade i Catalogue of Life.